# Paul Bruns-Molar
Paul Bruns-Molar (* 13. Juni 1867 in Werden, seit 1929 Stadtteil von Essen; † 2. Februar 1934 in Berlin) war ein deutscher Gesangspädagoge.

## Leben und Werk
Paul Bruns-Molar studierte ab 1885 in Berlin, Bonn, Marburg und Leipzig Jura. Von 1893 bis 1897 war er in Leipzig Schüler von Hermann Kretzschmar, Martin Krause und Laurits Christian Tørsleff, einem Schüler von Benno Müller-Brunow. Paul Bruns-Molar studierte anschließend Gesang in Neapel und Florenz.
Zusammen mit Ludwig Schultze-Strelitz gab Paul Bruns-Molar von 1895 bis 1900 die Zeitschrift Der Kunstgesang heraus. Von 1900 bis 1902 gab er in Berlin alleine die Zeitschrift Deutsche Gesangskunst heraus. Er war von 1902 bis 1905 Gesangslehrer am Eichelbergschen Konservatorium in Berlin und ab 1906 am  Sternschen Konservatorium.
Zum 1. Mai 1930 trat er der NSDAP bei (Mitgliedsnummer 231.632).

## Veröffentlichungen
- Neue Gesang-Methode nach erweiterten Grundlehren vom primären Ton (Berlin, 1906)
- Die Registerfrage I: Das Problem der Kontrastimme (Berlin 1906, 21930 als Das Kontraaltproblem)
- Die Registerfrage II: Bariton oder Tenor? (Berlin 1910)
- Carusos Technik (Berlin, 1922)
- Minimalluft und Stütze (Berlin 1927, 21929 erweitert, deren unveränderter 3. Abdruck als Atemkunst und Stimmhöhe 1932)
- Der Bariton-Tenor (Berlin, 1932)